# Comuna Voinești, Iași
Voinești este o comună în județul Iași, Moldova, România, formată din satele Lungani, Schitu Stavnic, Slobozia, Vocotești și Voinești (reședința).

## Așezare
Comuna se află în partea de sud a județului, la sud-vest de municipiul Iași. Este străbătută de șoseaua județeană DJ248A, care o leagă spre nord-est de Miroslava și Iași, și spre sud-vest de Țibana, Țibănești și mai departe în județul Vaslui de Todirești (unde se termină în DN15A). La Voinești, din acest drum se ramifică șoseaua județeană DJ248B, care o leagă de Mogoșești, Șcheia, Ipatele, Drăgușeni și mai departe în județul Vaslui de Negrești (unde se termină tot în DN15D).

## Demografie
Componența etnică a comunei Voinești
     Români (78%)
     Romi (2,17%)
     Alte etnii (19,83%)
Componența confesională a comunei Voinești
     Ortodocși (56,9%)
     Penticostali (22,22%)
     Alte religii (0,94%)
     Necunoscută (19,93%)
Conform recensământului efectuat în 2021, populația comunei Voinești se ridică la 7.105 locuitori, în creștere față de recensământul anterior din 2011, când fuseseră înregistrați 6.815 locuitori. Majoritatea locuitorilor sunt români (78%), cu o minoritate de romi (2,17%). Din punct de vedere confesional, majoritatea locuitorilor sunt ortodocși (56,9%), cu o minoritate de penticostali (22,22%), iar pentru 19,93% nu se cunoaște apartenența confesională.

## Politică și administrație
Comuna Voinești este administrată de un primar și un consiliu local compus din 15 consilieri. Primarul, Gheorghe Dobreanu[*], de la Partidul Social Democrat, este în funcție din 2012. Începând cu alegerile locale din 2024, consiliul local are următoarea componență pe partide politice:
|  | Partid                          | Consilieri | Componența Consiliului | Componența Consiliului | Componența Consiliului | Componența Consiliului | Componența Consiliului | Componența Consiliului | Componența Consiliului |
|  | ------------------------------- | ---------- | ---------------------- | ---------------------- | ---------------------- | ---------------------- | ---------------------- | ---------------------- | ---------------------- |
|  | Partidul Social Democrat        | 7          |                        |                        |                        |                        |                        |                        |                        |
|  | Partidul Național Liberal       | 6          |                        |                        |                        |                        |                        |                        |                        |
|  | Alianța pentru Unirea Românilor | 2          |                        |                        |                        |                        |                        |                        |                        |

## Istorie
La sfârșitul secolului al XIX-lea, comuna făcea parte din plasa Stavnic a județului Iași și era formată din satele Voinești, Schitu Stavnic, Slobozia și Lungani, având în total 2155 de locuitori. În comună existau o școală și patru biserici. Anuarul Socec din 1925 o consemnează în plasa Codru a aceluiași județ, având 2180 de locuitori în aceleași sate, plus satul Vocotești (componența actuală).
În 1950, comuna a fost trecută în subordinea raionului Iași din regiunea Iași. În 1968, a revenit la județul Iași, reînființat.

## Monumente istorice

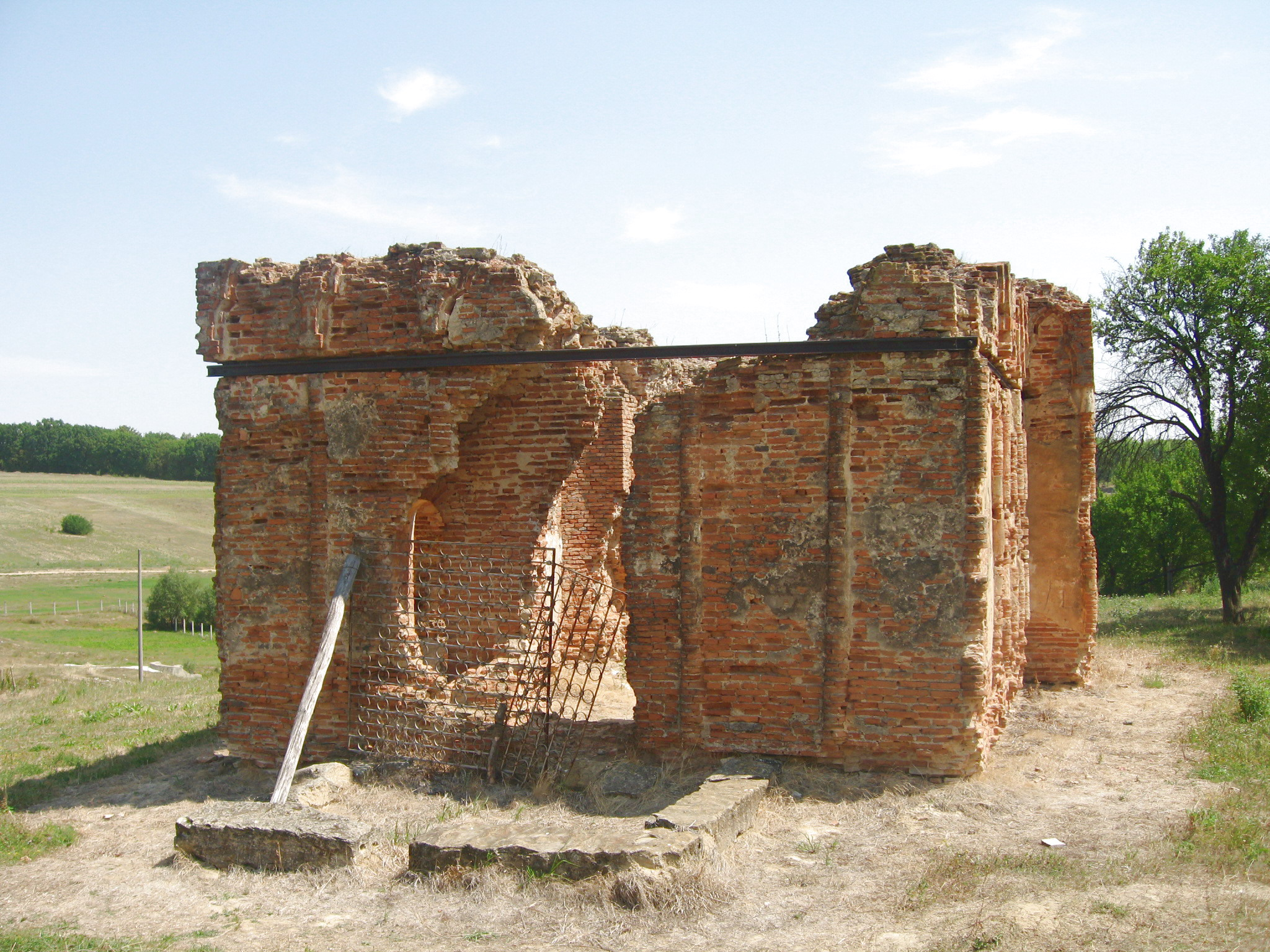
Ruinele schitului Stavnic, monument istoric

Trei obiective din comuna Voinești sunt incluse în lista monumentelor istorice din județul Iași ca monumente de interes local. Unul este un sit arheologic aflat la 800 m vest de școala generală din Vocotești, sit ce cuprinde așezări din Epoca Bronzului Târziu (cultura Noua), secolele al IV-lea–al III-lea î.e.n. (perioada Latène) și secolul al IV-lea e.n. (epoca daco-romană), precum și vatra fostului sat Mânjești datând din secolele al XV-lea–al XVIII-lea.
Celelalte două sunt clasificate ca monumente de arhitectură — biserica „Sfântul Nicolae” (1825) din Lungani; și ansamblul schitului Stavnic, alcătuit din biserica Vovidenia (1727), clădiri anexe (secolul al XVIII-lea) și zidul de incintă (începutul secolului al XVIII-lea) și aflat în satul Schitu Stavnic.

## Personalități născute aici
- Veronica Cochela-Cogeanu (n. 1965), canotoare.